# Ceratitis pinnatifemur
Ceratitis pinnatifemur är en tvåvingeart som beskrevs av Günther Enderlein 1920. Ceratitis pinnatifemur ingår i släktet Ceratitis och familjen borrflugor.
Artens utbredningsområde är Ekvatorialguinea. Inga underarter finns listade i Catalogue of Life.